# 選ばれてここに来たんじゃなく、選んでここに来たんだ
『選ばれてここに来たんじゃなく、選んでここに来たんだ』（えらばれてここにきたんじゃなく、えらんでここにきたんだ）は、日本のバンドThe Mirrazのメジャー初のアルバムである。2013年2月13日発売。

## 概要
EMIミュージック・ジャパンへ移籍後初のアルバム。

## 収録曲
1. 気持ち悪りぃ
  - メジャー1stシングルの2曲目。
2. スーパーフレア
  - ミュージック・ビデオが製作された。
3. encode
4. 僕らは
  - メジャー1stシングルの1曲目。
5. HELL'S DRIVE
6. うるせー
  - メジャー2ndシングルの2曲目。
7. クッキー
8. De La Warr
9. ウ□ボ□ス
10. 傷名
  - メジャー2ndシングルの1曲目。
11. S.T.A.Y.
12. きっと、きっとね
13. Fuck you very much
  - 曲終了から約6分後にシークレットトラックが収録されている。